# Kit Malone
Kit Malone est une militante américaine pour les droits des personnes transgenres et une éducatrice active dans l'Indiana. Elle est actuellement stratège en plaidoyer au chapitre Indiana de l'American Civil Liberties Union, où elle dirige le projet sur les droits LGBTQ du chapitre. Malone était auparavant directrice de la diversité et membre du conseil d'administration d'Indy Pride (en). En tant que défenseuse des droits des personnes LGBT, Malone a fait campagne contre les Lois de l'Indiana (en) et est fréquemment citée comme porte-parole dans les médias,,,,,.

## Carrière

### Avant le militantisme
Originaire de Noblesville, Indiana, Kit Malone poursuit sa scolarité dans un lycée local. Avant de s'impliquer dans la défense des droits civils, elle travaille pendant vingt ans en tant qu'enseignante dans le secondaire. Elle se fait également connaitre en tant qu'autrice-compositrice-interprète, en jouant régulièrement lors de concerts locaux. En 2006, elle se voit décerner le Prix Cultural Vision du meilleur chanteur folk d'Indianapolis par NUVO (en), un hebdomadaire alternatif local.

### Transition
Assignée garçon à la naissance, Kit Malone déclare s'être débattue toujours avec son identité de genre. Elle entame une transition de genre après avoir admis qu'elle ne pouvait plus fonctionner ainsi. À la suite de quoi, elle ne se sent plus en sécurité dans les toilettes publiques, ayant l'impression d'être obligée de travailler sur son apparence pour se fondre dans la masse. Elle se voit par ailleurs également refuser un emploi à Rally's, un établissement de restauration rapide.

### Militantisme
Kit Malone commence à militer en 2015, alors que sont débattues, tant au niveau de l'État de l'Indiana avec l'Indiana Religious Freedom Restoration Act (en), qu'ailleurs avec les « projets de Bathroom bill (en) », des lois discriminatoires à l'égard des personnes LGBT. Elle travaille ainsi d'abord en tant qu'organisatrice communautaire pour la campagne Freedom Indiana, ayant pour but de faire inscrire l'orientation sexuelle et l'identité de genre dans la Loi anti-discrimination (en) de l'Indiana, ainsi que dans les municipalités de l'État.

#### Indy Pride
Kit Malone rejoint ensuite le conseil d'administration d'Indy Pride en 2016, où elle officie en tant que Directrice à la Diversité. Dans ce cadre, elle souligne notamment le manque de diversité au sein du conseil d'administration, constatant qu'en 2015, 16 de ses 17 membres étaient blancs. Par ailleurs, elle contribue à l'organisation de #TransGlam, le premier évènement « par et pour » la communauté trans d'Indy Pride. Elle est également à l'origine du premier cortège transgenre de l'Indy Pride Parade,.

#### ACLU
Kit Malone entre à l'American Civil Liberties Union (ACLU) de l'Indiana en tant que coordinatrice chargée de la sensibilisation et de la défense des droits des personnes trans. Elle y travaille désormais[Quand ?] en tant que stratège en plaidoyer, et dirige dans ce cadre le projet sur les droits LGBTQ et le programme de sensibilisation et de plaidoyer des personnes transgenres de l'organisation,. Elle œuvre ainsi à la protection des droits civils des personnes LGBT dans l'Indiana par le biais de campagnes de sensibilisation. Elle se charge également de repérer et former des leaders pour le mouvement des droits des personnes trans.
En 2019, elle est intronisée au Temple de la renommée d'Indy Pride pour ce travail. L'année suivante, Kit Malone se voit décerner le titre de Community Leader of the Year par la Indy Rainbow Chamber of Commerce. En 2021, elle reçoit un Trailblazer Award for Civic Engagement de la Kennedy King Memorial Initiative.

## Vie privée
Kit Malone rencontre son compagnon, également militant pour les droits des personnes transgenres, alors que les deux travaillent ensemble sur le plaidoyer à l'Assemblée législative de l'État de l'Indiana.
En 2018, elle rédige un guide humoristique d'auto-assistance dans McSweeney's (en), dans lequel elle donne des conseils de maquillage aux femmes transgenres ayant récemment fait leur coming-out.